# Полный английский завтрак
По́лный англи́йский за́втрак (англ. Full English breakfast, или просто полный завтрак, англ. Full breakfast, или фрай-ап, англ. fry up) — название распространённого в Великобритании и Ирландии завтрака, включающего бекон, колбасу, яйца и напиток, как правило чай или кофе. Конкретный набор продуктов отличается в различных региональных вариантах. Соответственно данные варианты употребляются под разными названиями в зависимости от области: обычно он называется полным английским завтраком в Англии (часто сокращается до «полного английского»), «полный ирландский» (full Irish) — в Ирландии, «полный шотландский» (full Scottish) — в Шотландии, «полный валлийский» (full Welsh) — в Уэльсе, «полный корнуоллский» (full Cornish) — в Корнуолле, «ольстерский жареный» (Ulster fry) — в Северной Ирландии. Кроме того, во всех вышеперечисленных местах он известен как «fry up» поскольку почти все продукты так или иначе подвергаются жарке. «Полный завтрак» популярен в Великобритании и Ирландии настолько, что многие кафе и пабы предлагают его в любое время дня в качестве «завтрака на весь день» (англ. all-day breakfast). Он также популярен в других англоязычных странах, особенно в странах, некогда входивших в Британскую империю.
По поводу происхождения блюда журнал Country Life заявляет: «Идея английского завтрака как национального блюда восходит к XIII веку и к загородным домам дворянства. В старой англосаксонской традиции гостеприимства домашние хозяйства обеспечивали сытный завтрак для приходивших в гости друзей, родственников и соседей». Полный завтрак стал популярным в Великобритании и Ирландии во время викторианской эпохи.
Полный завтрак — одно из самых известных в мире британских блюд, наряду с картофельным пюре с сосисками, пастушьим пирогом, рыбой с картофелем фри, ростбифом, воскресным обедом и рождественским ужином. Полный завтрак часто контрастирует (например, в меню отеля) с более лёгкой альтернативой континентального завтрака, состоящей из чая или кофе, молочных йогуртов, овощных и фруктовых соков с хлебом, круассанами, бубликами или выпечкой.

## Региональные варианты

### Англия

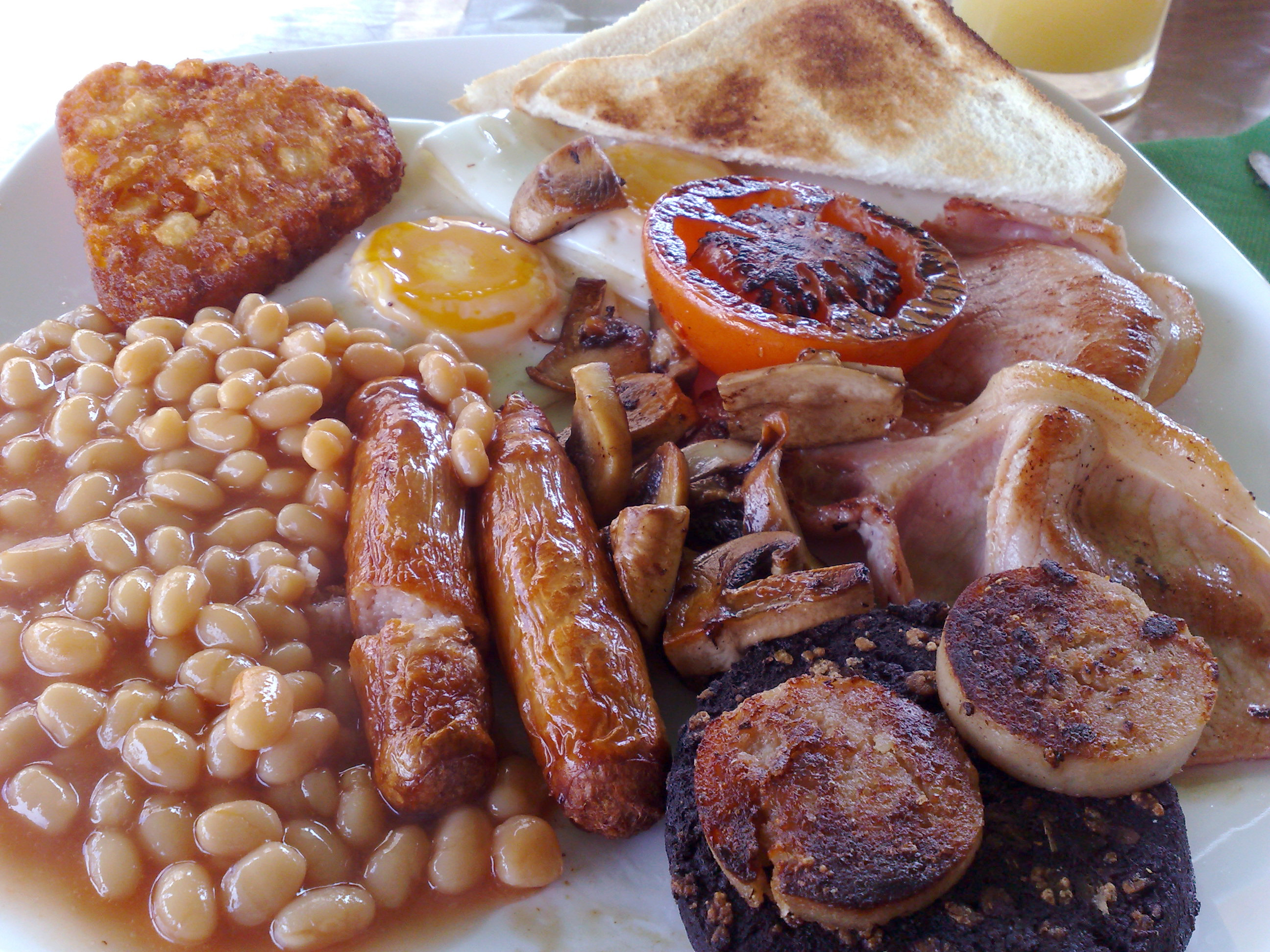
Полный английский завтрак

Традиционный полный английский завтрак включает в себя бекон (традиционно back bacon), жареные, вареные яйца или омлет, жареные или приготовленные на гриле помидоры, жареные грибы, жареный хлеб или тосты с маслом и сосиски (также называемые «бангерами»). Также часто сюда включают чёрный пудинг и запечённые бобы и реже хашбраун. В Норт-Мидлендс жареные лепёшки иногда заменяют жареный хлеб. Еда традиционно подается с кружкой чая; в последнее время в качестве альтернативы чаю предлагают кофе.
Поскольку некоторые из предметов являются необязательными, фраза «полный английский завтрак» или «полный английский» часто специально обозначает завтрак, включая всё предлагаемое. Ещё одно название полного английского завтрака «Full Monty» получило своё название в честь британского генерала Бернарда Монтгомери по прозвищу Монти, который как говорили, начинал каждый день с полного английского завтрака во время кампании в Северной Африке.

### Корнуолл
Традиционный Корнуолльский завтрак включает в себя свиной пудинг и корнуолльские картофельные котлеты (из картофельного пюре, смешанного с мукой и маслом, а затем обжаренного), или жареный картофель, наряду с обычным беконом, сосисками, томатами, грибами, яйцами и тостовым хлебом. В прошлом традиционный корнуольский завтрак включал сардину и сельдь, или пудинг Гарти.

### Ирландия
В Ирландии, как и везде, точные составляющие полного завтрака меняются в зависимости от географического района, личного вкуса и культурной принадлежности. Завтрак стал популярным там в то время, когда Ирландия была частью Соединенного Королевства. Традиционно наиболее распространенными ингредиентами в Ирландии являются бекон, свиные колбасы, жареные яйца (или скрэмбл), белый пудинг, чёрный пудинг, тостовый хлеб и жареный помидор. Иногда в него также входят обжаренные полевые грибы, а также запечённые бобы, картофельные оладьи, ливер и коричневый содовый хлеб. Жареный картофельный хлеб, боксти или тостовый хлеб иногда подают в качестве альтернативы коричневому содовому хлебу. Лимерик, в частности, имеет давнюю традиционную ассоциацию с мясными продуктами на основе свинины.
«Булочка для завтрака», состоящая из элементов полного завтрака, подаваемого во французской булочке, стала популярна благодаря тому, что её можно легко съесть по дороге в школу или на работу, также как и буррито на завтрак в США. Бронировать завтрак можно на многих автозаправочных станциях и в магазинах по всей Ирландии.

### Ольстер
Ulster fry — это блюдо, похожее на ирландский завтрак, и пользующееся популярностью в Ольстере, где его едят не только во время завтрака, но и в течение всего дня. Как правило, он будет включать содовый хлеб и картофельный хлеб, но не будет включать белый пудинг.
Подобно «булочке для завтрака», распространённой на юге Ирландии, в Северной Ирландии подают «содовый с начинкой» (англ. Filled soda), обычно состоящий из содового хлеба, мелко обжаренной с одной стороны и наполненной жареными колбасками, беконом или яйцами. Жареный лук или грибы обычно добавляют по запросу. Начинённый содовый являются популярным выбором для завтрака у придорожных фаст-фудов.

### Шотландия
В Шотландии полный завтрак, как в и других местах, включает в себя яйца, бекон, сосиски, тосты с маслом, запечённые бобы и чай или кофе. Отличительными шотландскими элементами являются чёрный пудинг по-шотландски, лорнская колбаса и булочки татти. В него также входят жареный или запечённый помидор или грибы, а иногда и хаггис, белый пудинг, фруктовый пудинг или овсяное печенье.

### Уэльс
Как и в остальной Британии и Ирландии, состав полного валлийского завтрака (валл. Brecwast Cymreig llawn) может варьироваться. Тем не менее, с новым признанием валлийской еды и рецептов в начале XXI века, были попытки установить широкое определение.
Традиционный валлийский завтрак отражает прибрежный аспект валлийской кухни. Как таковой он, как правило, включает валлийский коклес и хлеб с водорослями (пюре из зелёных морских водорослей аонори часто смешивают с овсянкой и жареным). Оба деликатеса традиционно подаются с толстым беконом, но валлийский завтрак может также включать валлийские сосиски, грибы и яйца. Полный Валлийский завтрак сопровождается традиционными напитками для завтрака: повсеместным выбором является валлийский чай; вместе с тем, сегодня, так как полный завтрак часто подаётся в течение дня в общественных домах или гостиницах, традиционное пиво или эль — также не редкость.

### Северная Америка

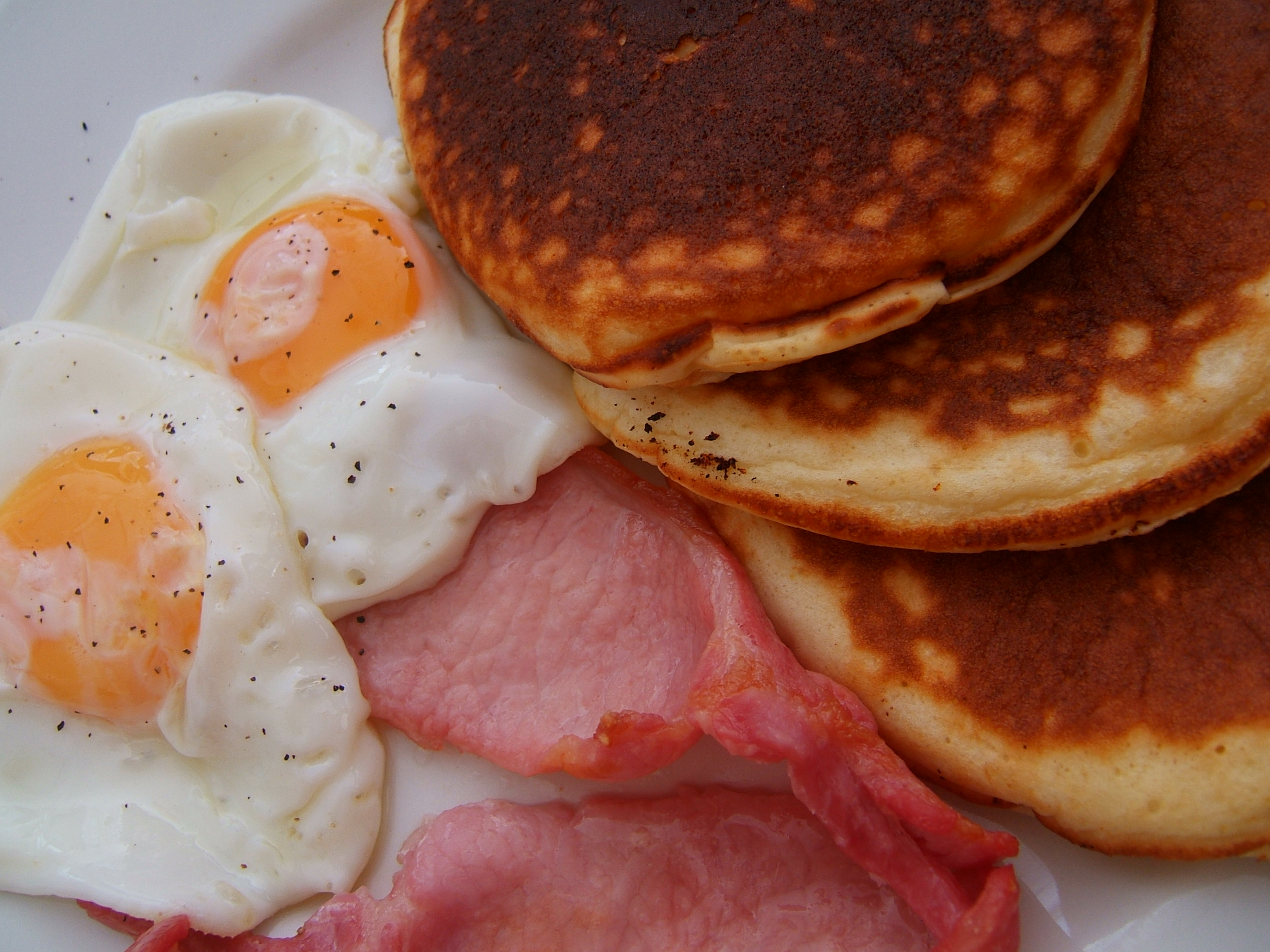
Бекон, яичница и панкейки

Этот стиль завтрака распространился и на Соединенные Штаты и Канаду. Полный завтрак в этих странах часто состоит из яиц, различных видов мяса и, как правило, одного вида жареного картофеля — хашбрауна, жареного картофеля, картофеля О’Брайена или картофельных оладий, а также некоторых видов хлеба или тостов. Типичные мясные блюда в Америке — бекон, канадский бекон, колбаса для завтрака, ветчина, скрапл, свиной рулет, спэм, стейк или поджаренный по-деревенски стейк. В Канаде часто подают бекон с гороховой мукой или кретоны. В южной части США полный завтрак как правило включает крупу грубого помола. Подаваемые хлебные изделия, могут включать поджаренный хлеб, английские кексы, бейглы или булочки-бисквиты. Могут подаваться напитки, такие как кофе и апельсиновый сок, а блины, вафли, сладкие гренки или молочные тосты могут сопровождать другие блюда, возможно, заменяя хлебный компонент. В ресторанах наиболее распространёнными компонентами являются яйца, бекон и/или колбаса для завтрака, которые подаются с одним или двумя тостами, хашбраунами, домашними блинами, вафлями или картофелем.

### Австралия и Новая Зеландия
Полный завтрак в Австралии и Новой Зеландии похож на британский, ирландский и североамериканский варианты, с некоторыми отличиями, распространившись в Австралазии, когда она была частью Британской империи.
Бекон, яйца, хашбраун, и сосиски — самые распространенные составляющие австралийского полного завтрака. Часто используются томаты, барбекю и вустерский соус, а также сыр. Хлеб используется в качестве основы для большинства блюд полного завтрака, однако обычно используется хлеб (или тосты), чтобы сделать сэндвич с беконом и яйцом. Английские маффины становятся всё более популярной альтернативой хлебу в австралийском полном завтраке.
Есть региональные варианты, причём немецкие влияния особенно характерны для Южной Австралии.

### Гонконг
Несколько заведений в Гонконге предлагают «завтрак на весь день» или варианты завтрака (гибрид полного английского и североамериканского завтрака) от официальных ресторанов до небольших заведений.